# Ricardo Cayuela Gally
Ricardo Cayuela Gally (Ciudad de México, 7 de febrero de 1969) es un escritor, editor y ensayista mexicano. Fue jefe de redacción de la revista Letras Libres (hasta 2012) en sus dos versiones: la mexicana y la española, publicación en la que trabajó desde su fundación, en 1999.

## Trayectoria
Hijo y nieto de exiliados republicanos españoles en México —biznieto de Lluís Companys— es egresado del Instituto Luis Vives, donde cursó primaria, secundaria y bachillerato. Estudió la carrera de Lengua y Literatura Hispánicas en la Facultad de Filosofía y Letras de la UNAM, de la que no se graduó sino hasta los 29 años con un Informe sobre su trabajo en La Jornada Semanal. Fue becario del Instituto de Investigaciones Filológicas de la UNAM y del "Salvador Novo" de Poesía del Centro Mexicano de Escritores en 1990-1991. Es doctorando de la Universidad Complutense de Madrid.
Fue jefe de redacción de la revista bimestral Milenio durante 1992, fundó junto con Eduardo Vázquez Martín y Fernando Fernández la revista mensual Viceversa, en noviembre de 1992, donde trabajó hasta julio de 1993. De agosto a diciembre de ese mismo año residió en Barcelona. De 1995 a 1997, bajo la dirección de Juan Villoro, fue jefe de redacción de La Jornada Semanal, suplemento cultural del diario mexicano La Jornada. 
En 1998 entró a trabajar a Editorial Clío, donde editó, entre otros títulos, los libros La ciudad y sus lagos, de Teodoro González de León, Alejandro Rosas, Alberto Kalach y Gabriel Quadri de la Torre; Los barcelonettes en México, de varios autores; y la serie Los sexenios (libros facsimilares sobre los presidentes de la República, desde Lázaro Cárdenas hasta Carlos Salinas de Gortari), de Enrique Krauze.
En enero de 1999 Enrique Krauze funda Letras Libres y lo invita a ser jefe de redacción desde su número 1. En octubre de 2001 encabezó como director editorial la edición española de Letras Libres, puesto que ocupará durante cinco años, hasta junio de 2006. Desde esa fecha hasta fines de 2012 fue jefe de redacción de la edición México de la revista y redactor jefe de Letras Libres España.
Ha sido colaborador del suplemento Sábado del diario Unomásuno, del suplemento cultural del Novedades, de la sección de cultura de El Economista, de El Ángel del diario Reforma y de la revista Día Siete del diario El Universal, además de las revistas Nexos, la Revista de la Universidad de México, El Laberinto Urbano, La Gaceta del Fondo de Cultura Económica, El Huevo y Biblioteca de México, Semana (Colombia), Etiqueta Negra (Perú) y Quórum (España).
Ha dictado cursos y conferencias en La Casa del Libro de la UNAM, Casa de América de Madrid, la Universidad de los Andes de Mérida (Venezuela), la Universidad Diego Portales de Santiago de Chile, la Fundación Nuevo Periodismo Iberoamericano de Cartagena de Indias (Colombia), la Universidad Autónoma de Madrid, entre otras.
Desde 2015, es director editorial de Penguin Random House Grupo Editorial México.

## Obras
- Para entender Mario Vargas Llosa (Nostra Ediciones, México, 2008).
- Las palabras y los días. Una antología introductoria de Octavio Paz (Conaculta-FCE, 2008).
- La voz de los otros. Libro de entrevistas con Mario Vargas Llosa, Carlos Fuentes, Fernando Benítez, Enrique Krauze, Sergio Pitol, Fernando Savater, Jorge Semprún, Ryszard Kapuscinski, Ayaan Hirsi Ali, Jon Juaristi, Carlos Franqui, Teodoro González de León, Manuel García y Griego, Adam Michnik y Roger Bartra (Barril & Barral, Barcelona, 2009).

Libros colectivos
- Entre las sábanas (Fabrizio Mejía Madrid y Julio Patán Tobío, eds., Cal y Arena, México, 1996).
- Carlos Fuentes: territorios del tiempo. Antología de entrevistas (comp. e introd. de Jorge F. Hernández, Fondo de Cultura Económica, México, 1999; edición francesa en Gallimard, 2005).
- Mapas abiertos. Fotografía latinoamericana 1991-2002 (Lunwerg, Barcelona, 2003).
- Ciudadanos. Ser realistas: decid lo indecible (Jordi Bernal y José Lázaro, eds., Triacastela, Madrid, 2007).
- Europa y los nuevos actores de la inseguridad (Miguel Ángel Aguilar y José María Ridao, coords., Asociación de Periodistas Europeos, Madrid, 2007).
- El México que nos duele (con Alejandro Rosas) Editorial Planeta, Colección Temas de hoy, México 2011.

### Artículos y entrevistas enLetras libres
- Los enemigos de la cultura: entrevista a Rob Riemen.
- Palabra de pintor: conversación con Brian Nissen.
- México y la crisis financiera mundial.
- La izquierda y sus laberintos. Mesa redonda con Roger Bartra, Ugo Pipitone, Jesús Silva-Herzog Márquez y José Woldenberg".
- Más vale prevenir: entrevista con Mario Molina.
- Ryszard Kapuscinki: el caso Kapuscinki.
- ¿Vale la pena el riesgo?: entrevista con Mario Molina.
- Los otros mexicanos: entrevista a Manuel García y Griego.
- La ciudad contradictoria: entrevista con Teodoro González de León.
- Adiós a la tribu.
- Conversación con Ayaan Hirsi Ali.
- En defensa de la libertad de expresión.
- Entrevista con Carlos Franqui".
- Entrevista con Ayaan Hirsi Ali.
- Adiós a la tribu: entrevista con Jon Juaristi.
- Principios: en defensa de la libertad de expresión.
- Tertulia disidente en el Taxidermista.
- "¿Quién mató a Daniel Pearl?", de Bernard-Henri Lévy.
- Madrid: una semana de marzo.
- La memoria como escritura: Entrevista con Jorge Semprún.
- Entrevista con Jorge Semprún: la memoria como escritura.
- Luis Ignacio Helguera, in memoriam.
- Entrevista con Ryszard Kapucinski.
- Entrevista con Luis González y González.